# Föri

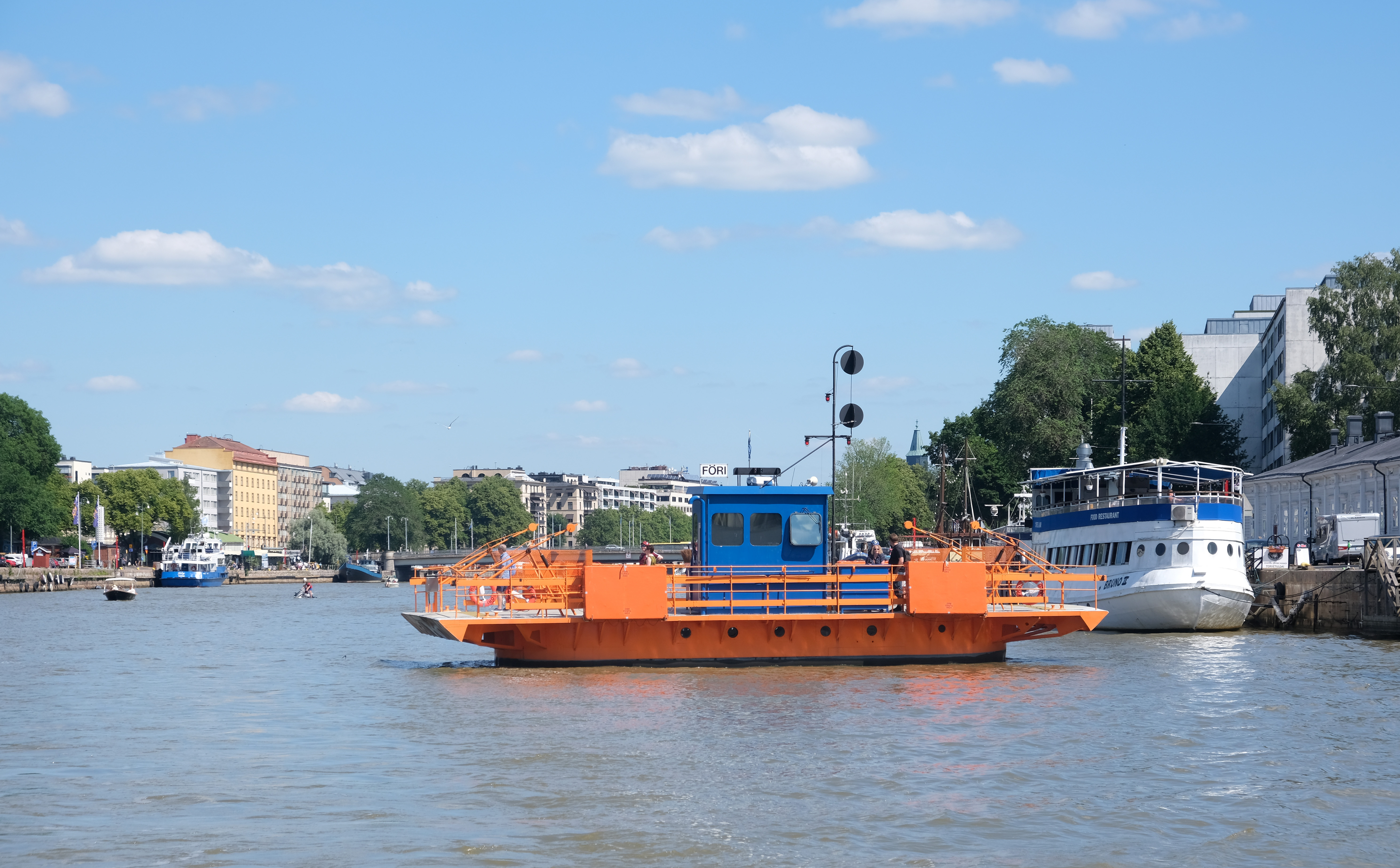
Förin år 2021

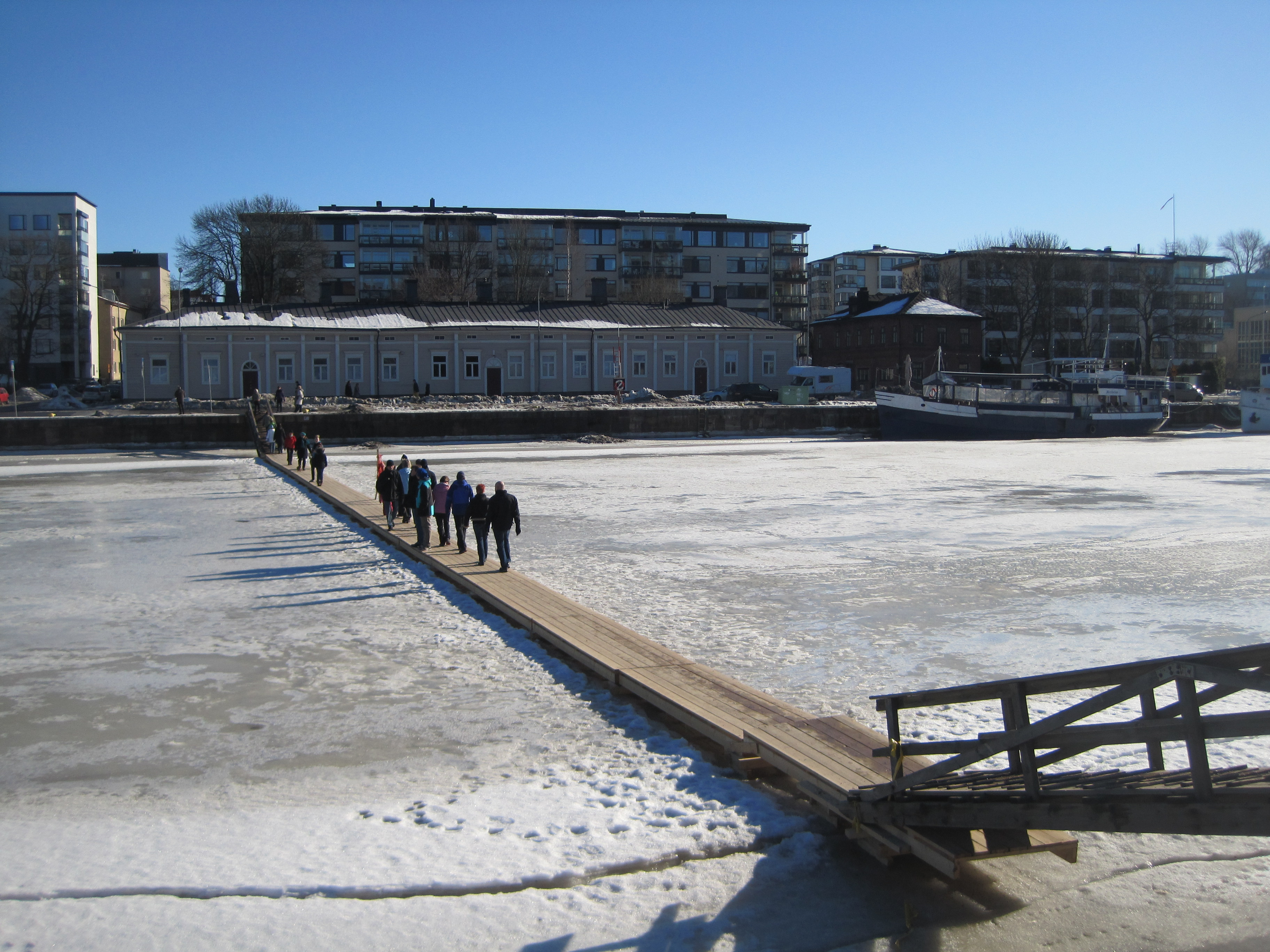
Isbro av trä i mars 2012, som ersättning för Föri

Föri (ibland även kallat Förin på svenska) är en stadsfärja i Åbo i Finland som blev färdig år 1903 och togs i trafik 1904. Förin trafikerar Aura å mellan Tjärhovsgatan och Wechtersgränd ungefär 0,5 km från Martinsbron mot åmynningen, där inga broar över Aura å finns. Färjan är det äldsta fordonet i Finland som används i yrkestrafik varje dag. Föri kan ta högst 75 passagerare åt gången.

## Historik
Föri tillverkades av Vulcan Ab i Åbo år 1903. I början hade Föri en vedeldad ångmaskin men 1953 försågs den med dieselmotor.

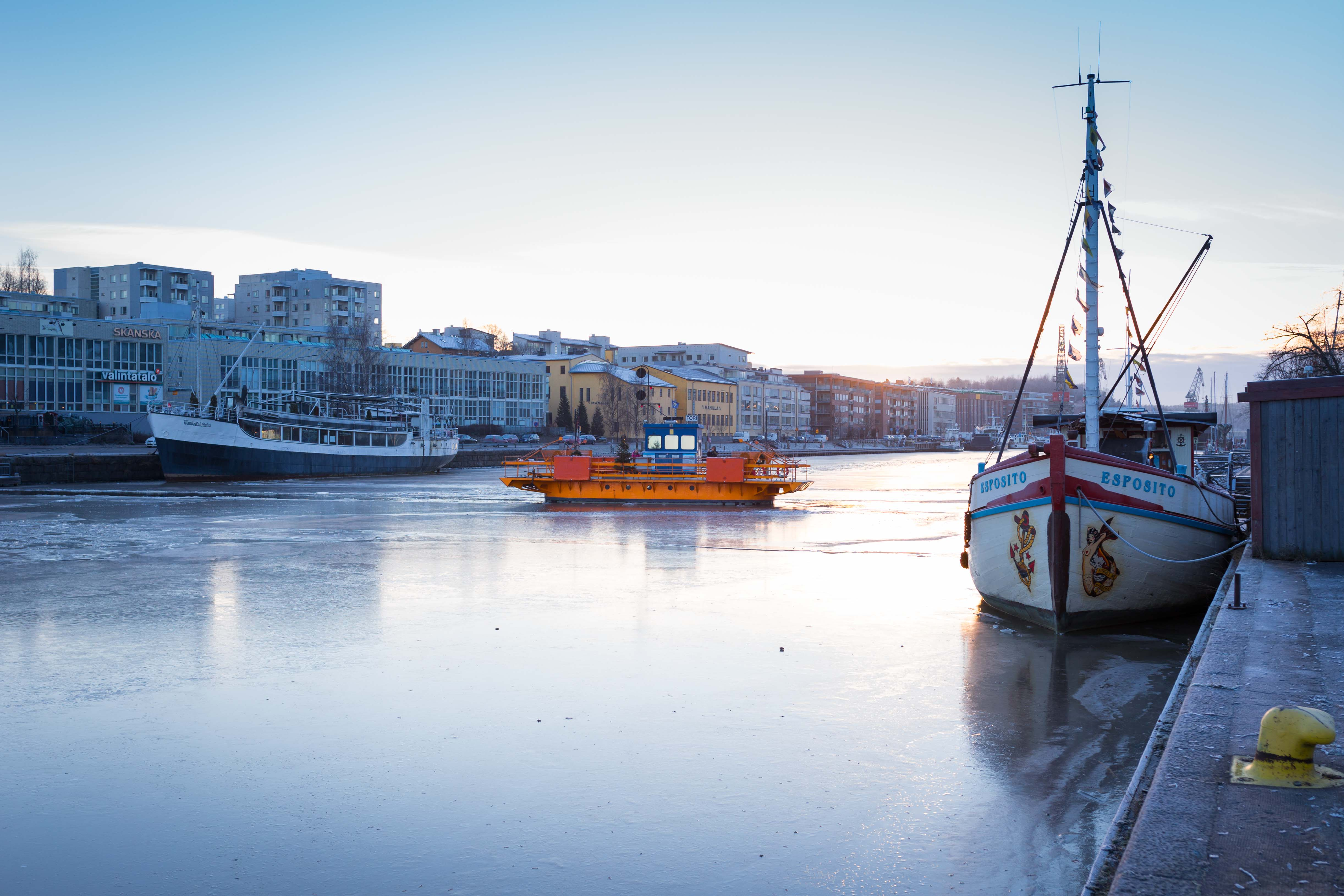
Förin I december 2016

Den nuvarande Förin har tidigare kallats nedre Förin (finska: alinen föri) eftersom i Aura å fanns tidigare också en annan färja, övre Förin (finska: ylinen föri), som trafikerade  Kvarnbrons plats fram till 1940. Det tar cirka 1,5 minuter för Förin att åka den 78 meter långa sträckan från den ena stranden till den andra. Det är tillåtet att ta cyklar med på färjan. Under stränga vintrar ersätts Föri av en isbro under förutsättning att isen alltigenom är minst 30 cm tjock. Under 2000-talet har isbron varit i användning 2003, 2010, 2011 och 2014.
Föri är den enda kommunala åfärjan i Finland. Färjans officiella namn är Föri, men på svenska brukar den kallas "Förin". Namnet kommer antingen från svenskans "färja" eller engelskans "ferry". I officiella papper användes tidigare namn som ”Wächtergrändens färja”, ”Aura ås färja” eller ”Åfärjan”. Dessa namn var aldrig målade på färjan, men numera står det Föri på förarhytten.

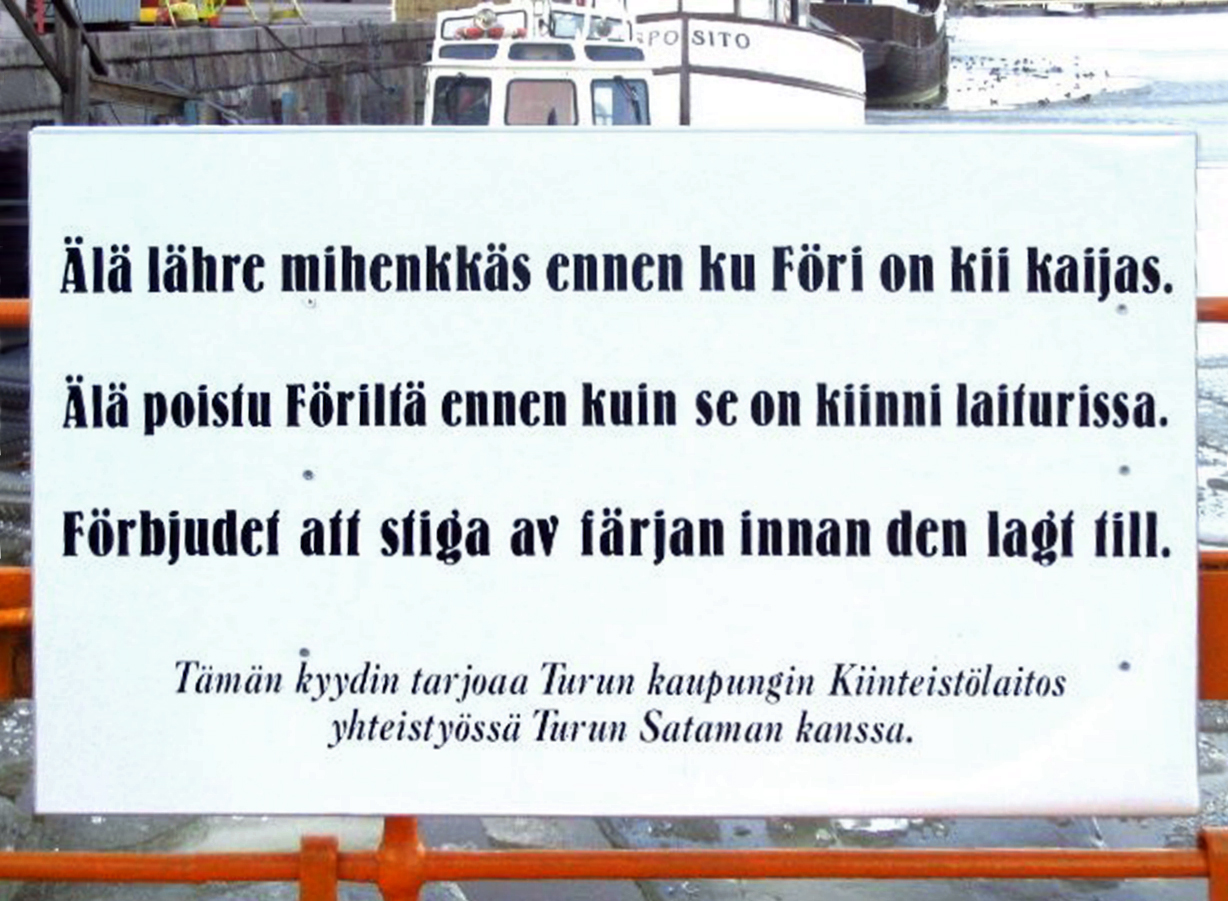
Anvisningar på Föri på finska åbodialekten, på finska och på svenska.

I mars 2017 fördes Föri till varvet för att ersätta färjans två dieselmotorer med elmotorer. Ändringsarbetet utfördes av Mobimar Oy i Åbo.  De nya elmotorer har tillverkats av Visedo Oy i Villmanstrand. Förin är 8 000 kg lättare med elmotorer än med dieselmotorer.